# Рангел Влчанов
Рангел Влчанов (буг. Рангел Вълчанов; Кривина, 12. октобар 1928 - Софија, 30. септембар 2013) био је бугарски режисер, сценариста и глумац.
Дипломирао је позоришну режију у Софији, али се након студија бавио филмом; прво као глумац, а онда и као режисер. Својим режисерским остварењима, сматра се утемељивачем бугарског „новог таласа” с краја педесетих година, суштински блиског француском поетском реализму и италијанском неореализму, уз доста сложенију форму, која је тежила експериментисању. Између осталих режирао је филмове „На малом острву” (1958), „Сунце и сенке” (1962), „Вучица” (1965) и „Лаковане ципеле незнаног војника” (1979). Поред Бугарске, једно време је режирао и у Чехословачкој: „Езоп” (1969) и „Прилика” (1970). У анкети бугарских филмских радника проглашен је за највећег бугарског редитеља двадестог века.